# 刘顺达 (1955年)
刘顺达（1955年1月—），男，中华人民共和国政治人物，曾任中国大唐集团公司董事长、党组书记，国有重点大型企业监事会主席。